# São Paulo em 1841
São Paulo em 1841 é uma maquete em gesso de parte da cidade de São Paulo retratada em 1841, realizada pelo modelador holandês Henrique Bakkenist e inaugurada em 1922, para o centenário da Independência do Brasil. A maquete foi encomendada por Afonso d'Escragnolle Taunay e, por ser até então a maior obra desse tipo produzida no Brasil, foi concebida para ser uma das principais atrações do Museu Paulista. A obra é tida hoje com um importante documento da lógica do povoamento de São Paulo.
A produção da maquete iniciou-se em março de 1920, a partir de plantas da cidade selecionadas por Taunay. Seu objetivo inicial era reproduzir São Paulo em 1822, mas por haver poucos documentos sobre a cidade nesse período optou por reproduzi-la em sua configuração de 1841. As plantas variadas que selecionou, em especial a primeira carta cadastral da cidade, fundamentaram o desenho da base, com 5,1 metros de largura e 6 metros de comprimento, sobre a qual Bakkenist produziu a maquete. 
O objetivo de Taunay era que a obra fosse uma reprodução fiel da região central da cidade em 1841, o que contribuiria para dar um sentido histórico coerente a São Paulo.
As construções na maquete foram criadas a partir de ilustrações, pinturas e fotografias, como as realizadas em 1862 por Militão Augusto de Azevedo. Apenas um quarto da cidade, a região central, é representado na obra, por isso não aparecem pontos importantes de São Paulo à época, como Largo do Piques. São ressaltadas na maquete as feições coloniais das construções da cidade; não há vegetação, pessoas e veículos.
No momento da inauguração da maquete, em 1922, era toda branca. Em 1984, recebeu a pintura que tem ainda hoje, com o intuito de agradar mais o público.
No período de fechamento do museu para reforma, iniciado em 2013, São Paulo em 1841 é uma das obras que permaneceu no edifício-monumento por não haver forma de retirá-la, o mesmo que aconteceu com a pintura de Pedro Américo Independência ou Morte.